# ブリザード (バンド)
BLIZARD（ブリザード）は、日本のヘヴィメタルバンド。1980年代に活動した。

## 概要
音楽事務所ビーイングに所属し、1984年にワーナー・パイオニアからデビュー。1987年、CBS SONYに移籍。1990年に7枚目のアルバムを発表、以降活動は凍結される。事務所が若くルックスのよいメンバーをスカウトして結成、プロデュースしたバンドだったため「美形バンド」と呼ばれた。現在の「ヴィジュアル系バンドのはしり」ともいわれる。約10年間の活動の中で様々なアプローチを試みたが、美形バンドとして生まれたことが中期あたりからネックとなり、ルックスの話題が先行したゆえに正当に評価されることは少なく、メンバーを苦悩させることとなった。そして1992年には活動を凍結、実質上の解散に至っている。

## 来歴
1983年、元東京X-RAYの松川敏也をリーダーとして結成される。
エンジェルキッスのメンバーがビーイングからスカウトされ、オーディションで山口県出身の下村がヴォーカリストに抜擢される。
初めからアトランティックレーベルでのデビューアルバムのリリースが決まっていた。

## メンバー
下村成二郎（初代ボーカル、作詞）
オーディションを経て最後にバンドに参加する。1989年脱退。その後はソロバンドSEIJIRO BANDの延長ともいえるSEIJIRO with BILLROCKETSでバンド活動を行った。1994年に来生たかお作曲のシングル「そこにいないあなた」、ファーストアルバム「バラードをもう一度」をポリドールよりリリース。その後プロデュース業に転向。大浦龍宇一などのプロデュースを手がける。2000年、芸能事務所アーク・ライツを設立。2002年HARD ROCK SUMMITに寺沢功一とBLIZARD VERSION（成功）で参加。寺沢とはSEIJIRO BANDでも活動を共にしたことがある。
昔はSEIJIROと表記していたが、現在SEIJIROU,またはセイジロウと名乗っている。愛称は大魔王。
かつてソニー時代からレギュラーとなった立東社のロッキンfの姉妹誌「PLUM」にて、『成二郎先生の腹黒手記』という面白エッセイを連載していた。
美術教員の免許を持っている。
東北を拠点にSEGA ROCKSのヴォーカリスト直@坊と「目指せ！笑顔の宝島」というプロジェクトの元に結成された「SHOUTII」というユニットで活動中。
松川敏也 （ギター、作詞、作曲、編曲）
東京都出身。血液型A型。BLIZARDのリードギタリストでありリーダーでありメインソングライター。愛称は“ラン”。アマチュア時代は東京X-RAYのギタリストとして活動。そのルックスから和製ランディ・ローズと言われた。愛称の“ラン”の由来はランディ・ローズから来ている。ソロアルバム「BURNING 〜ランディ・ローズに捧ぐ〜」のゲスト覆面ヴォーカリストMr.CRAZY TIGERはB'zの稲葉浩志であるためにとんでもないプレミアがついている。後に、ZARD「汗の中でCRY」などの作曲をてがける。1991頃、当時のBLIZARDのボーカル水野松也らとHEAVENZ HILLを結成。1994年から1995年までTWINZERのギタリストとして生沢佑一と活動する。1994年X-JAPANのhideのファーストソロツアーにX-JAPANのPATAらと共に参加。1997年にはギタリストのコンピレーションアルバム「GUITAR MONSTER VOL.2」に参加したが、それを最後にシーンから身を引いている。2006年3月のWBCでは試合のTV中継にて「THE ADDLESCENT」が使用された。
寺沢功一（ ベース、作曲 ）
愛称は“てらちん”。
アルバム「DANGER LIFE」がきっかけで後に、LOUDNESSの二井原実・樋口宗孝、EARTHSHAKERの石原慎一郎らとSLYのベーシストとして活動する。
また、B'z、後藤真希、Gacktなどのレコーディングに参加する。
現在は仮面ライダー公式バンドRIDER CHIPS、OSAMU METAL 80'S、SEGA ROCKS等で活動中。
遠藤正明らと結成しリーダーを務めるBLIND PIGは現在活動休止中。
2006年8月にはNOVELAのヴォーカリスト五十嵐久勝主催のセッションイベントにてBLIZARDの前身バンドであるANGEL KISSがオリジナルメンバーで復活。
2008年世良公則・野村義男らのユニット音屋吉右衛門のレコーディングに参加。2009年音屋吉右衛門'寿で高橋ロジャー和久らとツアーに参加。
かつて「ヤングギター」誌に「やったぜてらちん」という4コママンガが連載されたことがある。学生時代はマンガ研究会に入っており、ブリザードのFC会報にもマンガやイラストが掲載されたことがある。現在ホームページのトップに小さく似顔絵が載っている。
現在は尚美学園で講師を勤め、後進の指導にあたる。
村上孝之 - ギター、作詞
ドラムスの村上宏之とは双子の兄弟（弟）。2000年から村上宏之とINNOCENT ARKで活動。現在は村上宏之とのバンドDEFT、その他いくつかのバンドで活動。音楽雑誌「GIGS」では、ライター・インタビュアーを務めており、ミュージシャンの立場に立った記事が書けるライターとしてGLAYや数多くの若手バンドから信頼されている。今年8月にはNOVELAのヴォーカリスト五十嵐“Angie.”久勝主催のセッションイベントにてBLIZARDの前身バンドであるANGEL KISSがオリジナルメンバーで復活した。
近年はKulie-Alor*というバンドでヴォーカル&ギターも手がけ作詞作曲もしている。
村上宏之 - ドラムス
ギターの村上孝之とは双子の兄弟（兄）。かつて白浜久バンドなど数多くのセッションに参加。2000年から村上孝之とINNOCENT ARKで活動。SLIM SLAMではリーダーを務める。坂本英三とのバンド練馬マッチョマンや竹内佳雄、村上孝之らとのバンドDEFTで活動。2006年8月にはNOVELAのヴォーカリスト五十嵐久勝主催のセッションイベントにてBLIZARDの前身バンドであるANGEL KISSがオリジナルメンバーで復活した。
かつて「エメラルド・フォレスト」にも参加し、ギタリストの中間英明らと共にNHKの番組に出演したこともある。最後にBLIZARDとしてのライブを行った目黒鹿鳴館FCミーティングの対バンがエメラルド・フォレストだった。他参加バンド「アトミック・トルネード」など。
水野松也（ 二代目ボーカル、作詞、作曲 ）
LED ZEPPELINのカヴァーバンドGRACIASで元BARBEE BOYSのエンリケ、元スナイパーのBURNY、EARTHSHAKERのKUDOらと活動。初台DoorsでのProXYZで寺沢参加のOSAMU METAL 80’Sとしばしば共演することもある。2005年8月には村上宏之在籍時のSLIM SLAMと共演した。
BLOOD SABBATHで2008年夏に渡米してライブを行なった。
現在の自身の公式サイトは本人自作である。

## 代表曲・カヴァー曲
BLIZZARD
作詞は下村成二郎、作曲は松川敏也、編曲はBLIZARD。「JAPAN HEAVY METAL TRIBUTE 魂II」では小野正利が歌をカヴァーしている。
ORION
作詞は下村成二郎、作曲は松川敏也・寺沢功一、編曲はBLIZARD。寺沢・村上兄弟が在籍したANGEL KISSの「FAREWELL TO ORION」が原曲であり、松川が後からブリザード版アレンジを手掛けた。この時の驚きを村上宏之がブログで綴っている。BLIZARDの楽曲の中で、寺沢が作曲を手がけた唯一の楽曲である。
Liberty
訳詞・下村成二郎、詞曲・NEAL SCHON, STEVE PERRY, JONATHAN CAIN、編曲・BLIZARD。アメリカのバンド・JOURNEYから贈られた曲とされたが、実際はJOURNEYのアルバム「FRONTIERS」のアウトテイクである。1989年5月5日に目黒鹿鳴館で行われたライヴ（後日、下村が雑誌で脱退を表明したため、実質上ラストライヴとなった）では下村が一番好きな曲として最後にこの曲を歌った。
なお、ジャーニー自身によるバージョンは1992年発売のジャーニーのベストアルバム「TIME3～永遠の旅出ち」に未発表曲として収録された他、2006年の「FRONTIERS」リイシュー盤にもボーナス・トラックとして収録されている。
Only The Young
訳詞・下村成二郎、詞曲・NEAL SCHON, STEVE PERRY, JONATHAN CAIN、編曲・BLIZARD。これもJOURNEYから贈られた曲のひとつとされたが、実際にはJOURNEYのアルバム「FRONTIERS」のアウトテイクである。折しもBLIZARDのデビュー20周年となる2004年10月のJOURNEYの来日公演ではこの曲が2曲目に演奏された。2006年2月にリリースされた「80's J-ROCK Collection ギュウィ～ン！」80年代の日本のハード・ロック・コンピレーション盤にも収録されている。
なお、ジャーニーによるバージョンは映画「ビジョン・クエスト」のオリジナル・サウンドトラックに提供され、シングルはビルボード・チャート最高7位のヒットを記録した。
また、アメリカのバンド、スキャンダルもこの曲をレコーディングしており、こちらは1984年発売のアルバム「Warrior」に収録されている。
FLY HIGH…
作詞・星野今日子、詞曲・STEVE MORSE, STEVE WALSH。アメリカのプログレッシヴバンド・KANSASのアルバム「Power」に収録されている「SILHOUETTES IN DISGUISE」のカヴァー曲。よくライブでも演奏された。
OVER HEAT
作詞は星野今日子、作曲は栗林誠一郎。6thアルバム「SHOW ME THE WAY」のトップに収録。「OVER HEAT」は後に、栗林が湯川れい子作詞の「The Grapes Of Wrath」でセルフカバー。同曲では、寺沢がベースで参加している。バンドの若さ溢れるイメージに合ったビデオクリップも作られた。松川いわくこの曲のギターソロは「金持ちもっと黒」（リッチーブラックモア）師匠に捧げたとのこと。
AGAIN
作詞・作曲は松川敏也。樋口宗孝プロデュースのラストアルバム「DANGER LIFE」の5曲めに収録。悲しみや絶望の中から再び立ち上がろうという希望を込めた曲。廉価版ベストの最後にも収録。村上宏之がブログの中で「今一番演奏したい曲」と書いている。

## その他の曲
DREAM TENTION
作詞は星野今日子、作曲は松川敏也・栗林誠一郎、編曲はBLIZARD。雑誌「ロッキンf」の87年度6月号付録のソノシートに収録。
EMPTY DAYS
作詞は星野今日子、作曲は栗林誠一郎、編曲はBLIZARD。
ZARD「愛は暗闇の中で」の原曲。（「翼を広げて/愛は暗闇の中で」）
なお、正式な発表にはないが、ZARDの名前の本当の由来はBLIZARDからだと言われている。
「愛は暗闇の中で」はZARDのシングルにコーラス参加した上木彩矢にもカバーされている。

## ディスコグラフィ

### シングル
- LADY REIKO / BAND ON THE RUN (1984年12月12日)
- Broken Loneliness / Dance (1987年5月21日)
- SHOW ME THE WAY / MONEY MONEY (1988年4月30日)

### インディーズシングル
- STATESBORO BLUES / GET THE FREE (1986年12月21日)

### アルバム
2002年ワーナーCD再発盤は廃盤のためにプレミアがついている。
2013年10月30日ソニーCD再発盤がソニーミュージックショップ専売で発売になる。
1. 暗黒の聖書〜BLIZARD OF WIZARD〜
サウンドプロデュース・ジョージ吾妻
1984年7月10日 [K-12511] WARNER-PIONEEORP.
2002年3月13日再発 [WPCV-10175] WARNER MUSIC JAPAN
2. 暗黒の警鐘〜KAMIKAZE KILLS MY TEARS EVAPORATE〜
サウンドプロデュース・月光恵亮
1984年12月21日 [K-12514] WARNER-PIONEER CORP.
2002年3月13日再発 [WPCV-10176] WARNER MUSIC JAPAN
3. HOT SHOT!
サウンドプロデュース・TOSHIYA MATSUKAWA & BLIZARD
1985年8月25日 [K-12518] WARNER-PIONEER CORP.
2002年3月13日再発 [WPCV-10177] WARNER MUSIC JAPAN
4. HARD TIMES
サウンドプロデュース・MASAO NAKAJIMA Toshiya Matsukawa
1986年4月24日 [K-12521] WARNER-PIONEER CORP.
2002年3月13日再発 [WPCV-10177] WARNER MUSIC JAPAN
5. BLIZARD (1987年5月28日)
6. SHOW ME THE WAY (1988年4月30日)
サウンドプロデュース・Daikoh Nagato
以上、下村在籍時のアルバム。
7. DANGER LIFE (1990年1月21日)
以上、水野在籍時のアルバム。樋口宗孝プロデュース。

### ベストアルバム
1. GOLDEN★BEST〜NEVER ENDING DAYS (2002年11月20日)
ファンサイトの投票から選曲されたSONYの廉価盤ベスト。

### その他
- DREAM TENTION（ロッキンf 1987年6月号付録）

- 松川RAN敏也ソロアルバム 「BURNING 今は亡きランディーローズに捧ぐ」（1989年4月5日 東芝EMI CT32 5163）
収録曲
  1. Named 1986 〜 Without You 〜
  2. Night Of The Beast
  3. Get The Free
  4. Second Diamond
  5. Illusion
  6. Ball And Chain
  7. Starless Sea
  8. Violet Sweet
  9. Crisis

- 「HEAVY METAL GUITAR BATTLE」VDR-1045 ビクター音楽産業 (1985年6月5日)
松川敏也参加ギタリストコンピレーションアルバム。松本孝弘（B'z）、橘高文彦（AROUGE,筋肉少女帯）、北島健二（Fence Of Defence）らが参加。

- 「Guitar Monster Vol.2」BMCR-7021 ROOMS RECORDS (1997年11月25日)
松川敏也参加ギタリストコンピレーションアルバム
収録曲
  1. Blue Point / 春畑道哉 (from TUBE)
  2. THE ADOLESCENT / 松川“RAN”敏也
  3. BONNO / 高崎晃 (from LOUDNESS)
  4. ROMEO&JULIET“What is a youth” / 松本孝弘 (from B'z)
  5. SOUND'S CHEF / 鈴木英俊
  6. I WANT TO TA-TA YOU BABY / 静沢真紀 (from STORMY)
  7. ALIEN GRAFFIC / 倉田冬樹 (from FEEL SO BAD)
  8. SISTER OF MINE / 広瀬さとし (from spAed)
  9. With My Best Wishes / 杉元一生 (from WANDS)

- ジャーニー「フロンティアーズ」（紙ジャケット・完全生産限定盤）に「オンリー・ザ・ヤング」「リバティ」の2曲がボーナストラックとして収録される。
2006年12月6日,MHCP-1172[3]

- ZARDが、「Empty Days」（アルバム『SHOW ME THE WAY』に収録曲）を「愛は暗闇の中で」としてカバー。
2008年4月9日, 初回盤JBCJ-6011, 通常盤はJBCJ-6012

## エピソード
- 前進バンドであるANGEL KISSは、NOVELAに強く影響を受けており、バンドの持ち曲の大半がNOVELAのコピーだったともいわれている。また、ビジュアル面でも多大に影響を受けており、当時のアマチュアバンドに数多く見られた、今でいう「NOVELA系ヴィジュアルバンド」のひとつでもあった。
- 3rdアルバムのインタビューの時「ハードロック」という言葉をもじった「ハートロック」という言葉を使った。ただハードなだけでなく、心に残る音楽を伝えていきたいというメンバーの気持ちの表れでもあった。
- 1stアルバムのジャケットイラストはBLACK SABBATH「HEAVEN AND HELL」のパロディーであり、更にもう少し過激にしたものである。
初期はサウンド中にBLACK SABBATHやOZZY OSBOURNEネタといったものが随所に散りばめられている。
- ライブのオープニングSEにはムソルグスキー「展覧会の絵」の「キエフの大門」が使用されていた。
- 村上宏之のANGEL KISS時代のステージネームは「ひばり」であった。
- 村上孝之はANGEL KISS時代にアクションの高橋ヨシロウに出会った時「マライヒ（漫画「パタリロ!」のキャラクター）が来た！」と言われたことがある。
- 1989年、クラブチッタ川崎での「Rock'n'roll cafe」出演のために来日したマーティ・フリードマンがギタリストとして在籍していたカコフォニーと対バン（他出演バンドPRESENCE、FORT BRAGG）をしている。マーティは後にZARDがきっかけでJ-POPが好きになったと告白している。
- CBS-SONY時代のアルバムには全曲バックコーラスで稲葉浩志（B'z）が参加している。
- “ヴィジュアル系”という言葉の名づけ親とも言われているX JAPANのhideが、アマチュア時代にはPATAと共に横浜方面のBLIZARDのライブをたびたび訪れており、同じギタリストとして松川のことを大変尊敬していたといわれている。自身の初めてのソロツアーをイメージした際に浮かんだギタリストが松川であったという。
- 芸能事務所を経営していた山前五十洋（倉木麻衣の実父）によると、自分の事務所にミュージシャンの売り込みがあった際には、自分は音楽は門前外として旧友であるビーイング社長の長戸大幸に紹介しており、そのような形で紹介したミュージシャンの中にBLIZARDのメンバーがいたという[4]。